# 顏延榘
顏延榘（1519年—1611年），字范卿。福建永春（今石鼓乡桃场村）人，明朝政治人物。

## 生平
正德十四年（1519年）出生，早年曾在魁星岩讀書，夜間回家時，其母在門口迎兒歸。嘉靖三十七年（1558年）被舉為歲貢，授九江通判，後因忤逆上司，貶大寧都司斷事，升遷岷府长史，深得岷王朱定燿器重。晚年辭官，縱游蓟、燕、吴、越之間。閑暇時好作詩，意在模仿杜甫。萬曆三十九年（1611年）卒。

## 著作
著有《匡庐倡和集》、《燕南寓稿》、《楚游草山堂近稿》、《颜氏家谱》、《丛桂堂集》及《杜律意笺》等。